# Lindenau (Oberlausitz)
Lindenau település Németországban, azon belül Brandenburgban. Lakosainak száma 757 fő (2023. december 31.).

## Népesség
A település népességének változása:
| Lakosok száma | 726  | 739  | 755  | 741  | 749  | 757  |
|               | 2014 | 2017 | 2019 | 2021 | 2022 | 2023 |